# Autumnalia
Autumnalia är ett släkte i familjen flockblommiga växter.
Släktet omfattar två arter, Autumnalia botschantzevii och Autumnalia innopinata. Båda förekommer endast i Uzbekistan.